# Per Lyngemark
Per Lyngemark (né le 23 mai 1941 à Frederiksberg - mort le 2 avril 2010) est un coureur cycliste danois. Lors des Jeux olympiques de 1968 à Mexico, il a remporté la médaille d'or de la poursuite par équipes avec Reno Olsen, Gunnar Asmussen, Mogens Frey. Bien que battus en finale par l'équipe d'Allemagne de l'Ouest, ils se sont vu attribuer la médaille d'or après que les Allemands ont été déclassés car l'un d'entre eux a poussé l'un de ses coéquipiers.

## Palmarès
- 1968
  -  Champion olympique de poursuite par équipes (avec Reno Olsen, Gunnar Asmussen, Mogens Frey et Peder Pedersen)
  - Champion du Danemark de poursuite par équipes amateurs (avec Peder Pedersen, Reno Olsen, Mogens Frey)
- 1972
  - Champion du Danemark de poursuite par équipes amateurs (avec Bent Pedersen, Reno Olsen, Svend Erik Bjerg)